# ATP Buenos Aires 2003
L'ATP di Buenos Aires 2003 è stato un torneo di tennis giocato sulla terra rossa.
È stata la 64ª edizione dell'ATP di Buenos Aires, che fa parte della categoria International Series nell'ambito dell'ATP Tour 2003.
Si è giocato nel Buenos Aires Lawn Tennis Club di Buenos Aires in Argentina, dal 17 al 24 febbraio 2003.

## Campioni

### Singolare
Carlos Moyá ha battuto in finale  Guillermo Coria con il punteggio di 6–3, 4–6, 6–4

### Doppio
Mariano Hood /  Sebastián Prieto hanno battuto in finale  Lucas Arnold Ker /  David Nalbandian con il punteggio di 6–2, 6–2